# Karl Lanius
Karl Lanius (* 3. Mai 1927 in Berlin; † 21. Juli 2010 in Königs Wusterhausen) war ein deutscher Physiker. Er arbeitete auf dem Gebiet der Kosmischen Strahlung und der Hochenergiephysik.

## Leben und Wirken
In den Jahrzehnten des Wirkens von Karl Lanius erfolgte der Aufbau der Hochenergiephysik in der DDR und ihre Integration in die internationale Forschergemeinschaft.
Nach dem frühen Tod des Vaters wuchs er bei der Mutter auf. Sie war Jüdin und wurde 1944 in das KZ Theresienstadt verschleppt. Lanius konnte deshalb nicht zum Gymnasium gehen und wurde Werkzeugmacher. Im Ergebnis einer Sonderprüfung wurde er nach dem Krieg zum Studium zugelassen und studierte Physik von 1946 bis 1949 an der TU-Berlin und von 1949 bis 1952 an der Humboldt-Universität zu Berlin (HUB), das er als Diplomphysiker abgeschlossen hat.
Nach seinem Studium begann er 1952 seine wissenschaftliche Arbeit im Institut Miersdorf der Deutschen Akademie der Wissenschaften zu Berlin (DAW). Dort erfolgten die ersten Arbeiten auf dem Gebiet der Kernphysik in der DDR. 1957 promovierte er an der HUB,  1962 habilitierte er sich dort. Nebenamtlich erhielt er im gleichen Jahr eine Dozentur und 1964 eine Professur für Physik an der HUB, er blieb weiterhin bei der DAW in Zeuthen tätig.
Aus dem Institut Miersdorf entstand 1956 in das Kernphysikalische Institut der DAW Zeuthen (Leiter: Gustav Richter). In diesem Institut bestand die Abteilung „Kosmische Strahlung“ weiterhin unter der Leitung von Karl Lanius. Dieses Kernphysikalische Institut wurde 1962 in zwei selbständige Forschungsstellen aufgeteilt: „Physik hoher Energien“ (Leitung: Lanius) und „Spezielle Probleme der theoretischen Physik“ (Leitung: Richter). 1968 wurde die bisherige „Forschungsstelle für Physik hoher Energien“ in das „Institut für Hochenergiephysik (IfH)“ der DAW umgewandelt (Direktor: Karl Lanius).
Lanius leitete das Gebiet Hochenergiephysik von 1962 bis 1973 und von 1976 bis 1988. In den dazwischen liegenden Jahren 1973 bis 1976 arbeitete er als Vizedirektor des Vereinigten Instituts für Kernforschung (VIK) in Dubna bei Moskau. Von 1988 bis 1990 war er Gastwissenschaftler am Schweizer Paul Scherrer Institut, mit längeren Forschungsaufenthalten beim CERN in Genf.
Frühzeitig knüpfte er, gemeinsam mit seinem Abteilungsleiter Claus Grote, der für die Blasenkammer zuständig war, Kontakte zu Fachkphysikern im CERN in Genf und am DESY in Hamburg-Bahrenfeld, und er organisierte auch während des Kalten Krieges einen regen Wissenschaftleraustausch. Lanius legte damit den Grundstein für die erfolgreiche Vereinigung des Instituts für Hochenergiephysik mit dem DESY im Jahr 1992, so dass hier nach der deutschen Wiedervereinigung als zweiter Standort das DESY Zeuthen entstanden ist.
Als die Nuklearkatastrophe von Tschernobyl von 1986 auch in der DDR nicht länger heruntergespielt werden konnte, mobilisierte die SED-Führung zwei prominente Physiker der DDR, Lanius und Günter Flach, beide keine Spezialisten im Fach Reaktorphysik, die weltweite Kritik an der Berichterstattung der Sowjetunion im Fernsehen der DDR in die Ecke einer „antisowjetischen Aufrüstungspropaganda“ zu stellen. Wörtlich sagte Lanius in der Sondersendung des DDR-Fernsehens am 30. April 1986 nach dem „Super-GAU“: „Man soll bitte nicht vergessen, dass offenbar doch hier sehr starke Elemente einer Verteufelung der Sowjetunion und eine Ablenkung von diesen doch so enorm wichtigen Friedensinitiativen zu sehen ist.“

## Mitgliedschaften und Auszeichnungen (Auswahl)
1969 erfolgte seine Wahl zum Mitglied der Gelehrtensozietät der Deutschen Akademie der Wissenschaften zu Berlin. In den Jahren 1988 bis 1992 leitete er als Sekretar die Klasse Physik der Akademie der Wissenschaften der DDR (AdW). 1993 war er Gründungsmitglied der Leibniz-Sozietät der Wissenschaften zu Berlin, als deren Sekretar der Klasse Naturwissenschaften er bis 1996 tätig war. In der Wahlperiode von 1987 bis 1990 wirkte er als Vizepräsident der Internationalen Union für Reine und Angewandte Physik (IUPAP). Von 1969 bis 1990 war Lanius Mitglied des Forschungsrates der DDR.
- 1967 Nationalpreis der DDR
- 1987 Hervorragender Wissenschaftler des Volkes

## Publikationen (Auswahl)
- Elementarteilchen 1977 – Vortrag vor der Klasse Physik der Akademie der Wissenschaften der DDR. Akademie-Verlag, Berlin 1978.
- Physik der Elementarteilchen. Akademie-Verlag, Berlin; Vieweg Verlag, Braunschweig; Wiesbaden 1981, ISBN 978-3-528-06866-0.
- Die Physik und ihre Tendenzen – dargelegt am Beispiel der Elementarteilchenphysik. Akademie-Verlag, Berlin 1981.
- mit Manfred Uschner: Weg mit dem Teufelszeug!  Für ein atomwaffenfreies Europa. Dietz Verlag, Berlin 1988, ISBN 978-3-320-01155-0.
- Mikrokosmos – Makrokosmos. Das Weltbild der Physik. Urania-Verlag, Leipzig; Jena; Berlin 1988, 2. Auflage 1989, ISBN 978-3-332-00206-5; Beck Verlag, München 1988, 2. Auflage 1989, ISBN 978-3-406-33210-4; Büchergilde Gutenberg, Frankfurt am Main; Wien 1990, ISBN 978-3-7632-3629-9.
- Grundlagenforschung und Schlüsseltechnologien. Festvortrag anlässlich des Leibniztages der Akademie der Wissenschaften der DDR am 3. Juli 1987. Akademie-Verlag, Berlin 1988, ISBN 978-3-05-500516-9.
- als Mitautor: Globaler Wandel. Teil 1: Risiken, Ressourcen, Chancen. Becker-Verlag, Velten 1994, ISBN 978-3-930640-39-3.
- Die Erde im Wandel. Grenzen des Vorhersagbaren. Spektrum; Akademie-Verlag, Heidelberg; Berlin; Oxford 1995, ISBN 978-3-86025-325-0.
- mit Friedhart Klix: Wege und Irrwege der Menschenartigen. Wie wir wurden, wer wir sind. Kohlhammer, Stuttgart; Berlin; Köln 1999, ISBN 978-3-17-016035-4.
- mit Friedhart Klix: Wege und Irrwege der Menschenartigen. Kosmologie heute – ein Beitrag zum Weltbild. trafo Wissenschaftsverlag Dr. Wolfgang Weist, Berlin 2000, ISBN 978-3-89626-213-4.
- Weltbilder. Eine Menschheitsgeschichte. Faber und Faber, Leipzig 2005, ISBN 978-3-936618-66-2.
- Klima – Umwelt – Mensch. Sozial-ökonomische Systeme und ihre Überlebens(un)fähigkeit. Pahl-Rugenstein, Bonn 2009, ISBN 978-3-89144-420-7.